# 공부의 신
《공부의 신》은 KBS 2TV에서 2010년 1월 4일부터 2010년 2월 23일까지 방송된 월화 미니시리즈로, 일본의 만화 《최강입시전설 꼴찌, 동경대 가다!》를 원작으로 극화한 국내 제작 드라마로 기획한 것이다.

## 등장 인물

### 특별반 선생님들
- 김수로 : 강석호 역 - 폭주족 출신의 변호사
- 변희봉 : 차기봉 역 - 수학 교사
- 이병준 : 앤써니 양 역 - 본명 양춘삼. 영어 교사
- 임지은 : 이은유 역 - 언어영역 교사
- 심형탁 : 장영식 역 - 과탐 교사. 강석호의 후배

### 병문고 선생님들
- 배두나 : 한수정 역 - 영어 교사
- 오윤아 : 장마리 역 - 이사장. 영어 교사
- 박칠용 : 하상길 역 - 교감
- 이달형 : 박귀남 역 - 수학 교사
- 임성민 : 배영숙 역 - 국어 교사
- 박휘순 : 사도철 역 - 체육 교사

### 병문고 학생들
- 고아성 : 길풀잎 역 - 3학년
- 지연 : 나현정 역 - 3학년
- 유승호 : 황백현 역 - 3학년
- 이현우 : 홍찬두 역 - 3학년
- 이찬호 : 오봉구 역 - 3학년
- 고주연 : 이예지 역 - 2학년. 전교 1등

### 가족들
- 김영옥 : 이분이 역 - 백현의 할머니
- 방은희 : 한애심 역 - 풀잎의 어머니
- 김하균 : 오달식 역 - 봉구의 아버지
- 구혜령 : 황금주 역 - 봉구의 어머니
- 박철호 : 홍충식 역 - 찬두의 아버지
- 김미라 : 김정희 역 - 찬두의 어머니

### 그 외 인물
- 미상 : 김상훈 역
- 권현상 : 곽종민 역
- 김국빈 : 박건태 역
- 김예랑 : 앤써니 양 비서

### 특별 출연
- 티아라 (함은정, 전보람, 큐리, 소연, 효민)

7 ~ 8회에서는 나현정이 병문고등학교로 전학오기 전에 있었던 학교의 아는 불량 학생으로 나오고, 10회에서는 나현정과 함께 있는 무리들로 출연한다. 이 회에서 소연이 신종플루 의심 증세로 출연하지 않는다.
- 박대기 기자 (KBS 보도국)

11회 중 KBC 기자로 왕봉건설의 비리를 취재하는 장면에서 출연한다.
- 김병기

1회에서 변호사 사무실에서 연락 받는 부분에서 출연하였다.
- 홍일권 : 강석호의 동료 변호사 역
- 곽승남
- 유지애

## 장소
일본의 도쿄를 배경으로 하는 원작과 달리 공부의 신에서는 배경이 대한민국의 수원으로 바뀌었으며, 극중에서 벌어지는 상황도 대한민국의 문화, 정서, 상황에 맞게 바뀌었다. 원작이 실제로 존재하는 도쿄대학교를 목표로 설정한 것과 달리 극중에서는 가상의 국립 천하대학교로 바뀌었다. 당초에는 국립 서울대학교로 설정하고 제목도 "최강입시전설 꼴찌, 서울대가다!"로 정하려 했으나, 기획의도가 달라질 것이 우려되어 제작 중간에 바뀌었다. 극중에서 국립 천하대학교는 세계 순위권 안에 드는 일류 국립대학교로 설정되어 있다. 원작의 류잔고등학교에 해당하는 극중의 고등학교는 병문고등학교이며, "명문고등학교"를 이용한 말장난이다. 전체적으로 주된 촬영 장소는 경기도 수원시이며, 시간적 배경의 특성상 수원공업고등학교와 부산전자공업고등학교를
번갈아가며 촬영하며 기타 매향여자정보고등학교, 화성행궁 일대에서 촬영하였다. 극 중에서의 위치는 서울특별시 풍진구 풍진2동이다. (풍진구와 풍진2동 둘다 가상의 장소이다.)
병원은 경기도 수원시에 위치한 성빈센트병원에서 촬영하였다.

## 시청률
최저 시청률과 최고 시청률은 시청률 조사회사와 지역별로 시청률에 차이가 있을 수 있습니다.
| 2010년      | 2010년      | 2010년         | 2010년       | 2010년         | 2010년       |
| 회차        | 방송일      | TNmS 시청률    | TNmS 시청률  | AGB 시청률     | AGB 시청률   |
| 회차        | 방송일      | 대한민국(전국) | 서울(수도권) | 대한민국(전국) | 서울(수도권) |
| ----------- | ----------- | -------------- | ------------ | -------------- | ------------ |
| 제1회       | 1월 4일     | 15.1%          | 15.8%        | 13.4%          | 14.0%        |
| 제2회       | 1월 5일     | 18.5%          | 19.3%        | 15.9%          | 17.0%        |
| 제3회       | 1월 11일    | 23.1%          | 23.1%        | 21.2%          | 22.0%        |
| 제4회       | 1월 12일    | 26.3%          | 26.7%        | 23.5%          | 23.9%        |
| 제5회       | 1월 18일    | 25.9%          | 26.0%        | 23.2%          | 23.8%        |
| 제6회       | 1월 19일    | 25.8%          | 26.0%        | 22.9%          | 23.2%        |
| 제7회       | 1월 25일    | 24.6%          | 25.0%        | 21.4%          | 21.2%        |
| 제8회       | 1월 26일    | 24.7%          | 24.5%        | 22.8%          | 22.5%        |
| 제9회       | 2월 1일     | 24.2%          | 24.3%        | 21.8%          | 21.0%        |
| 제10회      | 2월 2일     | 24.5%          | 24.5%        | 22.6%          | 22.0%        |
| 제11회      | 2월 8일     | 24.3%          | 24.6%        | 21.7%          | 21.4%        |
| 제12회      | 2월 9일     | 23.7%          | 23.9%        | 22.9%          | 22.3%        |
| 제13회      | 2월 15일    | 21.3%          | 21.6%        | 20.6%          | 19.1%        |
| 제14회      | 2월 16일    | 24.7%          | 24.6%        | 22.9%          | 22.3%        |
| 제15회      | 2월 22일    | 25.0%          | 25.7%        | 23.2%          | 24.1%        |
| 제16회      | 2월 23일    | 26.8%          | 27.4%        | 25.1%          | 24.1%        |
| 평균 시청률 | 평균 시청률 | 23.7%          | 23.9%        | 21.6%          | 21.5%        |

## 수상
- 2010년 KBS 연기대상 미니시리즈부문 남자 우수연기상 김수로

## 참고 사항
- 당초 2008년 말 SBS에서 《타짜》 후속으로 방영될 예정이었으나 판권 문제로 편성이 취소된 바 있다.[6]
- 이하나와 최강희가 여자 주인공 물망에 올랐다.
- 임성민 (배영숙 역)이 해당 작품을 통해 7년 만에 KBS 연기자 복귀를 했다.[7] 임성민은 <공부의 신>에 앞서 2006년 3월 방영될 예정이었던[8] 시트콤 <솔저 패밀리>로 KBS 연기자 복귀를 할 계획이었으나 방송시간대 미확정 등의 이유 때문에 좌절됐으며 이에 앞서 2005년 가을 KBS 2TV 예능 프로그램 <스타 골든벨> 진행을 타의로 그만둬[9] 우여곡절도 많았다.
- 극중에서 강석호가 파산 위기에 몰린 학교를 되살리겠다며 1년안에 5명을 천하대로 보내겠다고 제시하는 등의 드라마의 내용이 학벌 지상주의를 조장한다는 비판이 있다. 엄민용 전국교직원노동조합 대변인은 "드라마에서처럼 특정 대학을 목표로 특별반을 만들어 1년 만에 가도록 한다는 건 현실에서 존재하지도, 가능하지도 않다"며 "오직 목표를 특정대학 진학으로 한정하는 것은 다양한 가치를 사장시킬 수 있다"고 밝히고 "수험생에게 '공교육으로는 안되겠구나'라는 인식을 심화시킬 수 있어 걱정"이라고 덧붙였다.[10] 대중문화평론가 하재근씨는 "이 드라마의 영향으로 자칫 우리 아이들이 잘못된 가치관을 갖게 되고, 지금도 우리 사회를 병들게 하고 있는 일등주의와 사교육 열풍에 더 불을 지피는 결과를 낳지 않을까 우려된다"고 말했다.[11] 그러나 PD저널의 민임동기 기자는 제 5부가 끝난 다음날인 2010년 1월 19일자 기고를 통해, 드라마가 종영되지 않은 시점에서 성급한 판단은 이르다는 요지의 견해를 보였다.[12]

- 한 네티즌이 다음 아고라에 공부의 신을 조기종영찬성 서명운동을 청원하였으나 현재 이 청원은 서명인원이 202명으로 목표인원 1000명에 미치지 못한 채 기한인 2010년 1월 31일을 넘긴 상태이다.[13][14] 또한 조기종영 시키자는 의견에 맞서는 서명운동도 일어났다.[15][15][16]

- 공부의 신을 비롯하여, 일본의 작품을 원작삼아 드라마가 제작되는 행태에 대한 비판이 있다. 대중문화평론가 김봉석씨는 "KBS가 자국의 콘텐츠 개발에 노력하지 않고 해외드라마를 가져와 복제하는 데 앞장서는 것은 앞뒤가 맞지 않는다"고 밝혔다.[11] 원용진 서강대 신문방송학과 교수는 한국일보 기고문을 통해 대한민국의 지상파 방송이 일본의 작품에 의존하게 되는 점과 함께 KBS의 국가기간방송으로서의 역할과 거리가 있는 점을 지적했다.[17]

- 중앙일보의 자회사인 일간스포츠가 전부 출자한 드라마 하우스가 제작을 맡으면서[10] 이 드라마를 중앙일보의 종합편성채널 사업 진출 준비와 연관짓는 시각이 있으며,[18] 실제로 중앙일보는 지면을 통해 드라마와 관련한 구체적인 기사를 냈다.[19]

- 대성학원의 중 · 고등부 계열인 대성N스쿨이 드라마 제작을 협찬하면서 간접광고 논란이 일었다. 실제로 제 1회의 장면 중 길풀잎이 맨 가방에 "대성N스쿨" 로고가 보이는 등 상표 노출 문제가 있었고, 제 4회의 장면 중 차기봉 선생님이 홍찬두의 수학평가시험 문제지를 보고 "김대성 교수가 냈구만."이라고 언급을 한 것도 문제가 되었다. 이에 대해 노한선 대성N스쿨 마케팅 팀장은 1월 19일 "우리가 동참하기로 했을 땐 대본도 나오지 않은 상태였다"고 밝혔다.[10] 대성N스쿨은 2010학년도 1학기를 앞두고 홈페이지를 통해 드라마 중간에 노출된 "대성N스쿨" 로고를 찾는 사람한테 경품을 제공하는 등 드라마와 관련된 행사를 벌이고 홍보용 사진을 홈페이지에 사용하였다.[10][20] 그러나 협찬 계약 조건에 어긋난다는 등의 지적이 있었고 KBS 드라마본부에서 저작권법 위반 여부 및 드라마 하우스와 대성N스쿨간의 이면계약 여부 등을 조사하겠다고 밝혀,[20] 대성N스쿨은 관련 행사를 모두 중단하였다.[21]

- KBS 노동조합측은 드라마의 제작 경위를 1월 22일 노사 공정방송추진위원회의 안건으로 올리겠다고 밝혔다.[11][14] 최성원 KBS 노동조합 공정방송실장은 경향신문과의 인터뷰에서 "일본의 문화와 교육환경이 녹아 있는 일본드라마들을 그대로 가져와 베낀 작품을 KBS가 앞다투어 방송하는 것은 책임 방기에 해당한다는 게 노조의 판단"이라고 밝혔으며,[11] 미디어오늘과의 인터뷰에서는 "협찬비를 투자한 학원재벌의 로고가 간접광고 형태로 방송되는 것은 공교육 활성화를 추구해야할 공영방송에서 매우 부적합하다"며 "더구나 드라마의 캐릭터와 주요내용 일부가 이미 해당 학원재벌의 홍보수단으로 악용되고 있다"고 밝혔다.[10] 회의는 같은달 26일로 미뤄졌으나,[22] 회의 결과 제작사와 협찬사 사이의 부당한 계약이나 위반 사항은 없는지 조사하고, 사교육을 조장하고 경쟁을 부추기는 내용을 자제하도록 제작진에 의견을 전달하며, 드라마 선정 과정에서 앞으로 유의한다는 결론이 나왔다.[23] 그러나 KBS 노조의 이런 움직임을 전국언론노동조합 KBS 본부를 견제하려는 것으로 보는 시각이 있다.[24] PD저널의 민임동기 기자는 기고를 통해 "…그동안 ‘관변 논란’을 빚은 KBS 뉴스와 프로그램에 대해 시민단체들이 강도 높은 비판을 제기할 때 KBS 노조가 보인 ‘소극적인 태도’를 감안하면 공부의 신에 대한 ‘공격적 비판’은 상당히 이례적"이라고 지적했다.[12]

## 같이 보기
- 드래곤 사쿠라 - 2005년, 일본 TBS에서 같은 원작인 《최강입시전설 꼴찌, 동경대 가다!》을 토대로 만들었던 드라마.